# Strube-Bahn
| Streckenlänge: | Eilenstedt–Wirtschaftshof: 3,6 km Eilenstedt–Getreidespeicher: 3,3 km Gesamtlänge: 6,9 km |                                  |                                  |
| Spurweite: | 600 mm (Schmalspur)                                                                       |                                  |                                  |
| |                                                                                           |                                  |                                  |
| \| \| \| Bahnhof Eilenstedt Anschluss von \| \| \| \| \| Bahnstrecke Jerxheim–Nienhagen \| \| \| \| \| Rimpau-Bahn \| \| \| \| \| \| \| \| \| \| Rübensamenspeicher \| \| \| \| \| \| \| \| \| \| Düngemittellager \| \| \| \| \| Wirtschaftshof \| \| \| \| \| Gleisende \| \| \| \| \| \| \| \| \| \| Lokschuppen \| \| \| \| \| Getreidespeicher West \| \| \| \| \| vom Getreidespeicher \| \| \| \| \| Getreidespeicher \| \| \| \| \| \| \| \| \| \| \| \| |                                                                                           |                                  |                                  |
| Betriebs-/Güterbahnhof Streckenanfang (Strecke außer Betrieb) |                                                                                           | Bahnhof Eilenstedt Anschluss von | Bahnhof Eilenstedt Anschluss von |
| Strecke (außer Betrieb) |                                                                                           | Bahnstrecke Jerxheim–Nienhagen   | Bahnstrecke Jerxheim–Nienhagen   |
| Kreuzung (Strecken außer Betrieb) |                                                                                           | Rimpau-Bahn                      | Rimpau-Bahn                      |
| Abzweig geradeaus und nach links (Strecke außer Betrieb) · Strecke von rechts (außer Betrieb) |                                                                                           |                                  |                                  |
| Strecke (außer Betrieb) · Dienststation / Betriebs- oder Güterbahnhof (Strecke außer Betrieb) |                                                                                           | Rübensamenspeicher               | Rübensamenspeicher               |
| Strecke (außer Betrieb) · Abzweig geradeaus und nach links (Strecke außer Betrieb) · Strecke von rechts (außer Betrieb) |                                                                                           |                                  |                                  |
| Strecke (außer Betrieb) · Strecke (außer Betrieb) · Betriebs-/Güterbahnhof Streckenende (Strecke außer Betrieb) |                                                                                           | Düngemittellager                 | Düngemittellager                 |
| Strecke (außer Betrieb) · Dienststation / Betriebs- oder Güterbahnhof (Strecke außer Betrieb) |                                                                                           | Wirtschaftshof                   | Wirtschaftshof                   |
| Strecke (außer Betrieb) |                                                                                           | Gleisende                        | Gleisende                        |
| Strecke nach links (außer Betrieb) · Strecke quer (außer Betrieb) · Strecke quer (außer Betrieb) · Strecke von rechts (außer Betrieb) |                                                                                           |                                  |                                  |
| Betriebs-/Güterbahnhof Streckenanfang (Strecke außer Betrieb) · Strecke von links (außer Betrieb) · Strecke quer (außer Betrieb) · Abzweig geradeaus und von rechts (Strecke außer Betrieb) |                                                                                           | Lokschuppen                      | Lokschuppen                      |
| Abzweig geradeaus und von links (Strecke außer Betrieb) · Abzweig geradeaus und nach rechts (Strecke außer Betrieb) · Dienststation / Betriebs- oder Güterbahnhof (Strecke außer Betrieb) |                                                                                           | Getreidespeicher West            | Getreidespeicher West            |
| Strecke (außer Betrieb) · Abzweig geradeaus und von links (Strecke außer Betrieb) · Strecke (außer Betrieb) |                                                                                           | vom Getreidespeicher             | vom Getreidespeicher             |
| Strecke (außer Betrieb) · Strecke (außer Betrieb) · Betriebs-/Güterbahnhof Streckenanfang (Strecke außer Betrieb) · Strecke (außer Betrieb) |                                                                                           | Getreidespeicher                 | Getreidespeicher                 |
| Strecke (außer Betrieb) · Strecke nach links (außer Betrieb) · Kreuzung geradeaus oben (Strecken außer Betrieb) · Strecke nach rechts (außer Betrieb) |                                                                                           |                                  |                                  |
| Strecke nach links (außer Betrieb) · Strecke quer (außer Betrieb) · Strecke nach rechts (außer Betrieb) |                                                                                           |                                  |                                  |

Die Strube-Bahn war eine Feldbahn der heute noch bestehenden Saatzuchtfirma Strube in Schlanstedt in Sachsen-Anhalt, die den Bahnhof Eilenstedt an der Bahnstrecke Jerxheim–Nienhagen mit mehreren Wirtschaftsgebäuden des Betriebes vernetzte. Sie war eingleisig und nicht elektrifiziert. Heute ist sie bis auf ein Teilstück, das noch als Museumsbahn betrieben wird, stillgelegt und größtenteils abgebaut.

## Geschichte
1879 wurde die Saatzuchtfirma Strube in Schlanstedt gegründet. Schon bald zeigte sich, dass ein Verkehrsmittel zum Transport der Erzeugnisse benötigt wurde. Zu dieser Zeit war die Rimpau-Bahn, welche ebenfalls eine Feldbahn in und um Schlanstedt war, bereits errichtet. Die normalspurige Staatsbahn Jerxheim–Nienhagen war jedoch drei Kilometer entfernt, es bestand also noch keine direkte Gleisanbindung. Schließlich baute man 1915 eine Feldbahnstrecke, die von den Wirtschaftsgebäuden der Saatzuchtfirma in Schlanstedt zum Bahnhof Eilenstedt führte, von wo aus die Erzeugnisse auf Güterwagen der normalspurigen Eisenbahn verladen werden konnten. Betrieben wurde die Strecke mit Dampflokomotiven, später übernahmen Diesellokomotiven des Typs Deutz OMZ 117. Da man den Betrieb mit der Zeit immer mehr auf die Straße verlagerte, wurde die Strecke Ende der 1960er Jahre stillgelegt und größtenteils abgebaut.
| Streckenlänge: | 1,0 km              |                        |                        |
| Spurweite: | 600 mm (Schmalspur) |                        |                        |
| |                     |                        |                        |
| \| \| \| Gleisende \| \| \| \| \| vom Getreidespeicher \| \| \| \| 0,0 \| Museumsbahnhof \| Museumsbahnhof \| \| \| \| vom Rübensamenspeicher \| \| \| \| \| zum Bahnhof Eilenstedt \| \| \| \| 1,0 \| Endbahnhof \| Endbahnhof \| \| \| \| \| \| \| Alte Trasse der Strube-Bahn \| \| \| \| |                     |                        |                        |
| |                     | Gleisende              |                        |
| Abzweig geradeaus und ehemals von links |                     | vom Getreidespeicher   | vom Getreidespeicher   |
| Bahnhof | 0,0                 | Museumsbahnhof         | Museumsbahnhof         |
| Abzweig geradeaus und ehemals von rechts |                     | vom Rübensamenspeicher | vom Rübensamenspeicher |
| Abzweig geradeaus und ehemals nach rechts |                     | zum Bahnhof Eilenstedt | zum Bahnhof Eilenstedt |
| Kopfbahnhof Streckenende | 1,0                 | Endbahnhof             | Endbahnhof             |
| |                     |                        |                        |
| Alte Trasse der Strube-Bahn |                     |                        |                        |

## Heutige Situation
Anfang der 1990er Jahre wurde die Strube-Bahn durch Feldbahnfreunde wiederbelebt. Im Juli 1993 fuhren erstmals wieder Züge im Probebetrieb auf der Strecke. 1996 wurde die Strube-Museumsfeldbahn mit einer Streckenlänge von einem Kilometer offiziell eröffnet. Zum großen Teil liegen die Gleise noch auf der alten Trasse. Aus der Museumsbahn entstand außerdem ein agrarorientiertes Feldbahnmuseum.

## Streckenverlauf
Vom Bahnhof Eilenstedt führte die Strecke Richtung Norden nach Schlanstedt. Nach einer Kreuzung mit der Rimpau-Bahn erreichte die alte Trasse die heutige Strecke. Anschließend zweigte eine Anschlussbahn zum Rübensamenspeicher mit Anschluss zum Düngemittellager ab. Schließlich erreicht die Strecke den Museumsbahnhof, wo die alte Feldbahn die heutige Trasse, deren Gleis nach ein paar Metern endet, verließ und eine Anschlussbahn zum Getreidespeicher passierte, bei dem das Hauptgleis selbst ebenfalls endete.

## Galerie

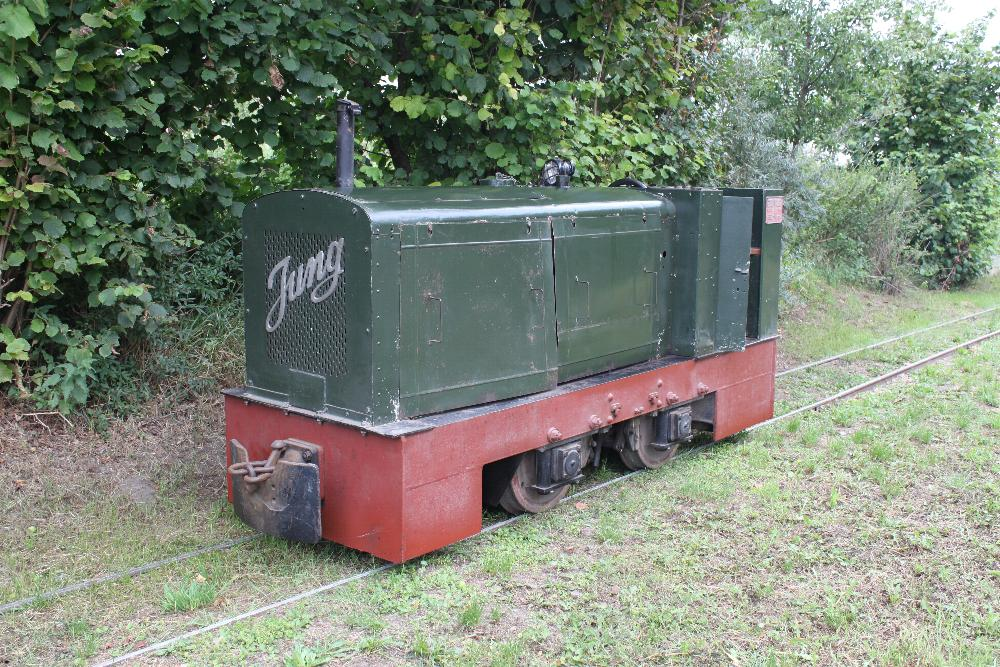
Jung-Lokomotive von 1941
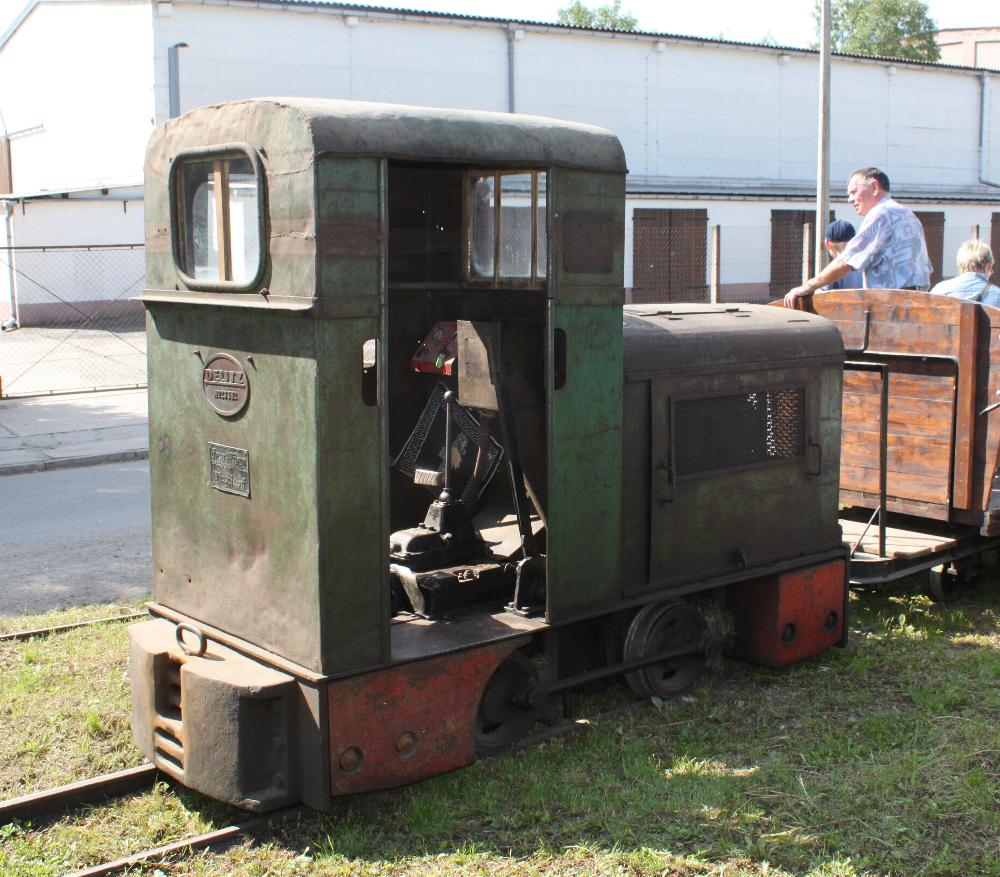
Deutz-Lokomotive
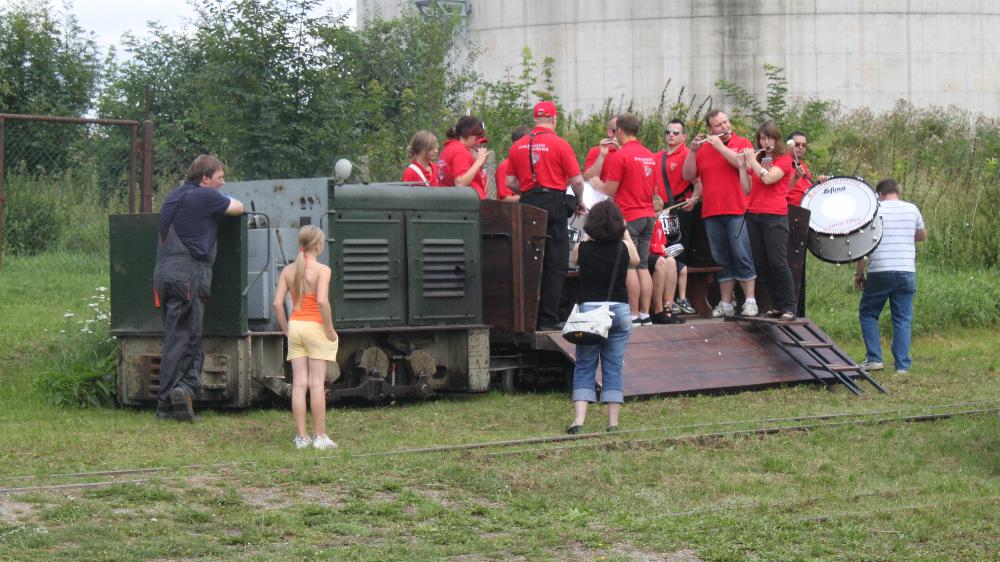
Personentransport auf Rübenwagen
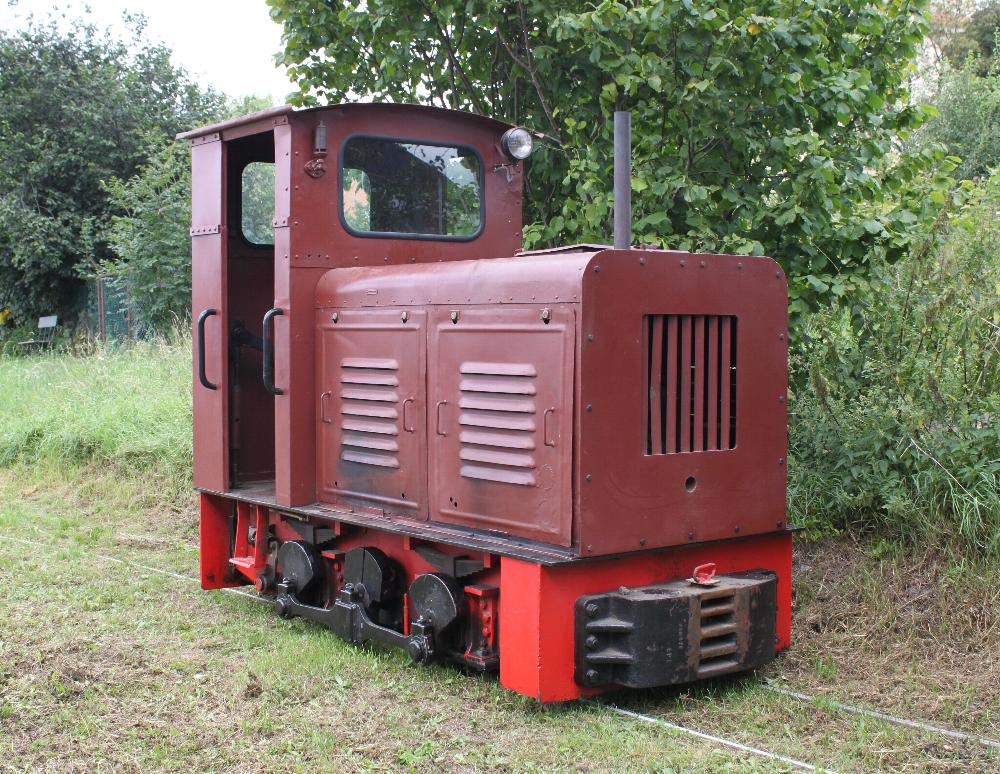
LKM Ns 2 vom Lokomotivbau Karl Marx Babelsberg. Baujahr 1956